# Droogmansia chevalieri
Droogmansia chevalieri är en ärtväxtart som först beskrevs av Hermann August Theodor Harms, och fick sitt nu gällande namn av John Hutchinson och John McEwan Dalziel. Droogmansia chevalieri ingår i släktet Droogmansia och familjen ärtväxter. Inga underarter finns listade i Catalogue of Life.